# Мелети
Мелети (итал. Meleti) је насеље у Италији у округу Лоди, региону Ломбардија.
Према процени из 2011. у насељу је живело 380 становника. Насеље се налази на надморској висини од 43 м.

## Становништво
Према резултатима пописа становништва 2011. у општини је живело 466 становника.
| 1936. | 1951. | 1961. | 1971. | 1981. | 1991. | 2001. | 2011. |
| ----- | ----- | ----- | ----- | ----- | ----- | ----- | ----- |
| 997   | 961   | 746   | 578   | 501   | 477   | 450   | 466   |